# Conus simonis
Conus simonis is een in zee levende slakkensoort uit het geslacht Conus. De slak behoort tot de familie Conidae. Conus simonis werd in 2010 beschreven door Bozzetti. Net zoals alle soorten binnen het geslacht Conus zijn deze slakken roofzuchtig en giftig. Zij bezitten een harpoenachtige structuur waarmee ze hun prooi kunnen steken en verlammen.